# Du mußt dein Leben ändern

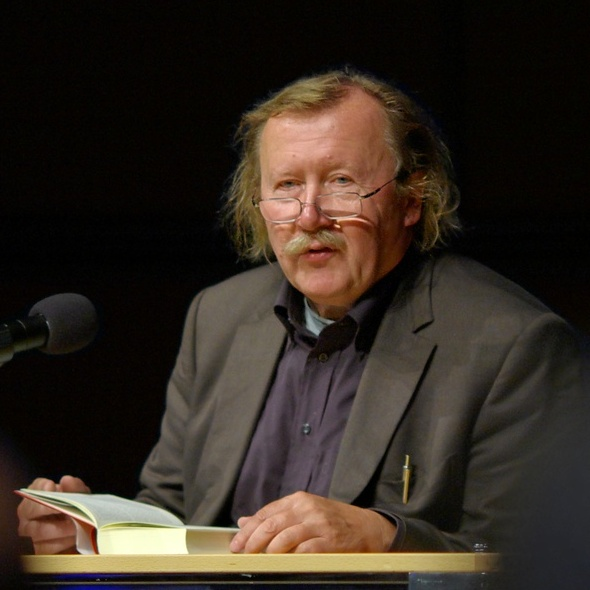
Peter Sloterdijk liest im ZKM Karlsruhe aus Du mußt dein Leben ändern

Du mußt dein Leben ändern (Untertitel: Über Anthropotechnik) ist der Titel eines 2009 erschienenen Essays des deutschen Philosophen Peter Sloterdijk. Der Titel bezieht sich auf Rilkes Sonett Archaïscher Torso Apollos, das mit diesem Satz schließt. Die zentrale Überlegung ist, dass der Mensch – als ein lebenslang Übender – sich im Üben selbst erschafft.

## Inhalt
Ausgangspunkt seiner Überlegungen ist Rainer Maria Rilkes Sonett Archaïscher Torso Apollos:
Wir kannten nicht sein unerhörtes Haupt,

darin die Augenäpfel reiften. Aber

sein Torso glüht noch wie ein Kandelaber,

in dem sein Schauen, nur zurückgeschraubt,

sich hält und glänzt. Sonst könnte nicht der Bug

der Brust dich blenden, und im leisen Drehen

der Lenden könnte nicht ein Lächeln gehen

zu jener Mitte, die die Zeugung trug.

Sonst stünde dieser Stein entstellt und kurz

unter der Schultern durchsichtigem Sturz

und flimmerte nicht so wie Raubtierfelle;

und bräche nicht aus allen seinen Rändern

aus wie ein Stern: denn da ist keine Stelle,

die dich nicht sieht. Du mußt dein Leben ändern.
Sloterdijk wählte den letzten Satz des Sonetts aus, um seinem Text über den metanoischen Imperativ den Titel zu geben. „Du musst Dein Leben ändern“ ist für ihn die Zusammenfassung, Verdichtung und Eindampfung aller religiösen Lehren, Übungsanleitungen und Trainings die den Menschen auf seine „vertikalen Spannungen“ hinweisen und ihn erinnern sich seiner Möglichkeiten bewusst zu werden, über sich hinauszuwachsen und letztlich „mit einem Gott“ zu trainieren.
So könne die vertikale Leistungsspannung als Ausdruck eines inhärenten Willens im Individuum zur Selbstoptimierung führen. Inhärent ist diese aber nur bei jenen Individuen, die sich in ihren jeweiligen Disziplinen als Pioniere oder Rekordhalter platzieren können. Unter „Vertikalspannungen“ können also alle Anstrengungen und damit Anspannungen von Menschen verstanden werden, die einer nach oben gerichteten, also vertikalen, Richtung nachzukommen versuchen. Möglich würde dies durch die Freisetzung von Wachstumsimpulsen, die die eigenen Entwicklungstendenzen aufkommen ließen. Erst durch die „Vertikalspannungen“ gerieten Menschen unter das Diktat des Anspruchs, der sie dazu aufruft, sich zu vervollkommnen, der sie zu Höchstleistungen anspornt, der sie zum Üben brächte. Die „Vertikalspannung“ steht im Gegensatz zu einer etwaigen horizontalen Entspannung, die etwa im Sinne einer pandemischen Trivialisierung, des Behagens in der Kultur unterwegs ist. Die vermeintliche Rückkehr der Religion nach der Postmoderne wird von Sloterdijk dahingehend analysiert, dass Religion schon immer ein Teil einer „allgemeinen Disziplinik“ gewesen sei, dass es eigentlich keine Religion gebe, sondern dass „spirituelle Übungssysteme“ Religion genannt worden seien. Diese Behauptung, die nicht religionskritisch verstanden werden will, ist eine der Hauptaussagen des Buches. Das Aufkommen religiöser Praktiken analysiert Sloterdijk als das Bedürfnis nach einem Austritt aus den „Vereinigten Staaten der Gewöhnlichkeit“ und dem Bedürfnis nach einer Unterscheidung von dem, was in der Welt ist. Religionen bzw. religiöse Systeme sind nach Sloterdijk „Übungssysteme“, die eine ihnen eigene Zuständigkeit für „Vertikalspannung“ aufweisen.
In seinem bei Suhrkamp veröffentlichten Essay „Du mußt dein Leben ändern“ entwickelt Sloterdijk ein anthropologisches Modell des Menschen als Übender. Unter Übung versteht Sloterdijk „jede Operation, durch welche die Qualifikation des Handelnden zur nächsten Ausführung der gleichen Operation erhalten oder verbessert wird, sei sie als Übung deklariert oder nicht.“ Die „immunitäre Verfassung des Menschenwesens“ meint, dass der Mensch bestrebt ist, sich zu perfektionieren, und zwar biologisch, sozio-kulturell (juristisch, militärisch, politisch) und symbolisch (Religion, Kunst). Das Werk ist auch ein weiteres Plädoyer für diese anerkannte stete Arbeit des Menschen an sich selbst – zur Verbesserung des Individuums wie der Welt.
Das Essay besteht hauptsächlich aus der Darstellung und Analyse von Übungsformen in der Geistesgeschichte der letzten 2000 Jahre in verschiedenen Kulturen mit besonderer Beachtung von orientalischen Meditations- und Askesepraktiken, was dadurch gerechtfertigt ist, dass „Übung“ eine Übersetzung von griechisch ἄσκησις (áskēsis vom altgriechischen Verb ἀσκεῖν (askeín – „üben“, „sich befleißigen“)) ins Deutsche ist.
Dabei sucht Sloterdijk seinen Text kaleidoskopisch über die verschiedensten Protagonisten darzulegen, er führt den Leser in seine „Anthropotechnik“ über Rilkes Sonett, Unthans-Krüppel-Geschicklichkeitsentwicklung, zur Geschichte der olympischen Spiele, Lafayette Ronald Hubbards Scientology, über die Jakobsleiter, zur Wandlung des Saulus zum Paulus unter der beständigen kontrapunktischen Verflechtung mit Einlassungen von Friedrich Nietzsche.

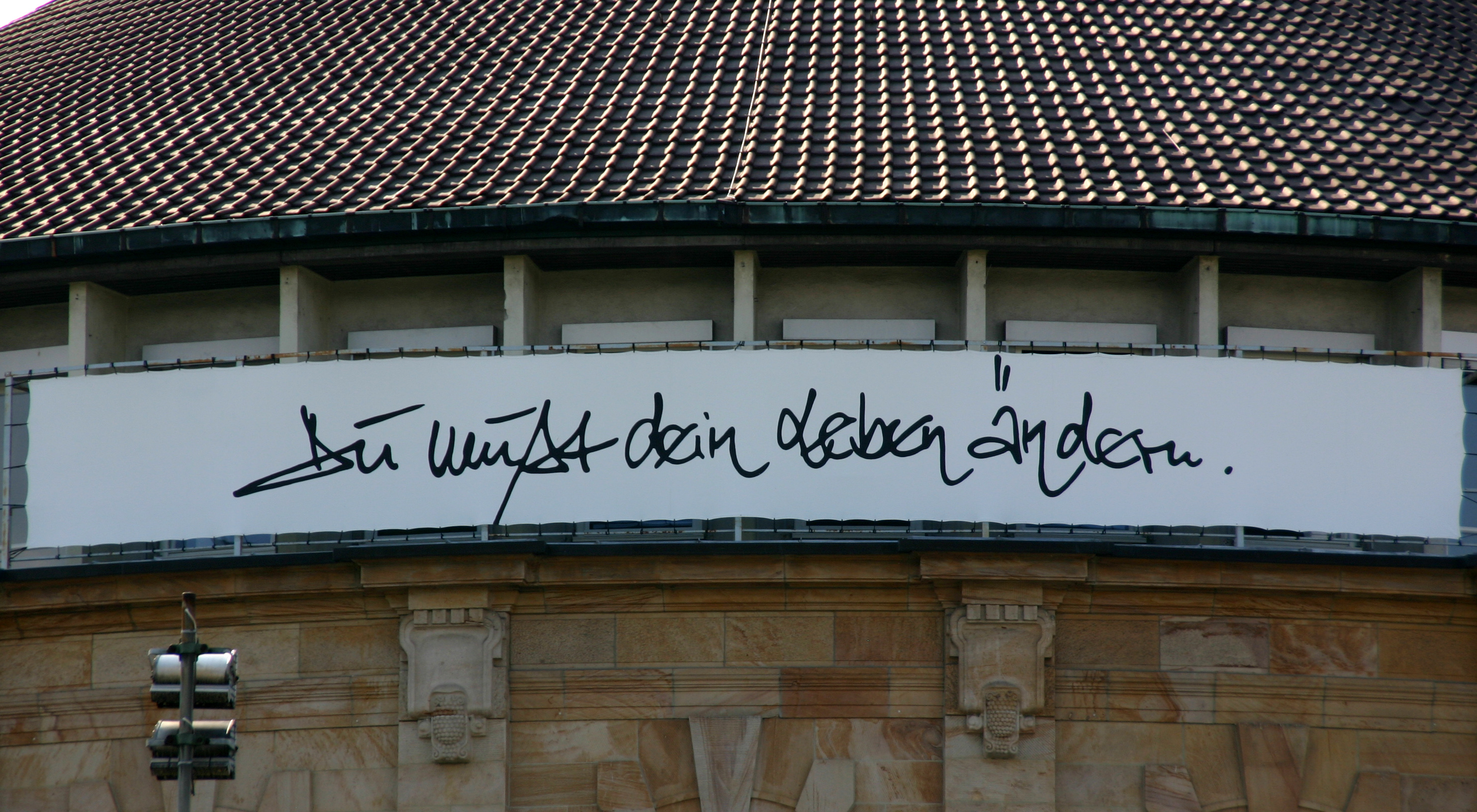
Banner mit Zitat am Theater Freiburg

## Rezeption
In den Feuilletons wurde der Essay gelobt; er richte „das eigene systematische Denken wieder vermehrt auf das Individuum aus“ (FAZ) und verweigere sich „wertkonservativer Propaganda oder linksromantischen Regressionen“ (SZ).
Der Stil des Essays wird aufgrund seines übertriebenen Jargons teils kritisiert, andererseits werden die Aperçus Sloterdijks gelobt.

## Theateraufführung
Am 3. Oktober 2011 wurde im Badischen Staatstheater Karlsruhe eine Theateradaption der Essays uraufgeführt.

## Ausgabe
- Peter Sloterdijk: Du mußt dein Leben ändern. Über Anthropotechnik. 1. Aufl., Suhrkamp, Frankfurt am Main 2009, ISBN 978-3-518-41995-3; als Taschenbuch, Berlin 2011, ISBN 978-3518462102.